# ۱۱۴ (عدد)

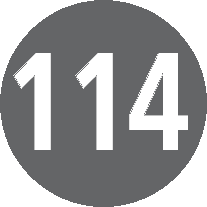
114 عددی صحیح است

۱۱۴(صد و چهارده) یک عدد طبیعی زوج مرکب است که بعد از ۱۱۳ و قبل از ۱۱۵ قرار دارد.

## در اسلام
- تعداد سورههای قرآن